# 4P/Фая
Комета Фая, офіційне позначення 4P/Фая (4P/Faye) — короткоперіодична комета, відкрита в листопаді 1843 року Ерве Файом у Королівській обсерваторії в Парижі.
Фай вперше спостерігав комету 23 листопада, але несприятлива погода не дозволяла підтвердити відкриття до 25 листопада. Комета була настільки тьмяна, що пройшла перигелій приблизно за місяць до відкриття, і лише завдяки зближенню з Землею стала достатньо яскравою, що її вдалося помітити в кінці листопада. За повідомленням Отто Струве, в кінці листопада комету було видно неозброєним оком. Вона залишалася видимою для малих телескопів до 10 січня 1844 року і стала недоступна для великих телескопів 10 квітня 1844 року.
У 1844 році у Хендерсон визначив, що комета є короткоперіодичною. До травня було обчислено точний період - 7,43 року. Урбен Левер'є розрахував положення комети на 1851 рік, передбачивши досягнення перигелію в квітні 1851. 28 листопада 1850 року комету було виявлено поблизу передбаченого положення Джеймсом Челлісом.
Комета не спостерігалася в 1903 і 1918 роках через несприятливі умови спостереження. У 2006 році вона досягла приблизно 9-ї зоряної величини.